# Chiliosoma nodosum
Chiliosoma nodosum är en mångfotingart som beskrevs av Carl Graf Attems 1931. Chiliosoma nodosum ingår i släktet Chiliosoma och familjen Dalodesmidae. Inga underarter finns listade i Catalogue of Life.